# 趙士諤
趙士諤（1561年—1630年），字蹇卿，號藎菴，南直隸蘇州府吳江縣人，民籍。明朝官员。

## 生平
趙士諤早年出身縣學生，以《易經》中萬曆二十二年（1594年）應天府鄉試舉人第二十四名，二十九年（1601年）會試中式第一百九名，聯捷三甲進士，大理寺觀政，授浙江會稽縣知縣。三十六年入为兵部职方司主事，三十九年调吏部考功司，改文选司，四十年主考陕西鄉試，升验封司员外郎，养病。四十四年起升吏部郎中，調考功司。四十五年迁太仆寺少卿。四十六年官至右佥都御史、巡抚宣府，次年患病辞官。崇祯三年卒，年七十歲。

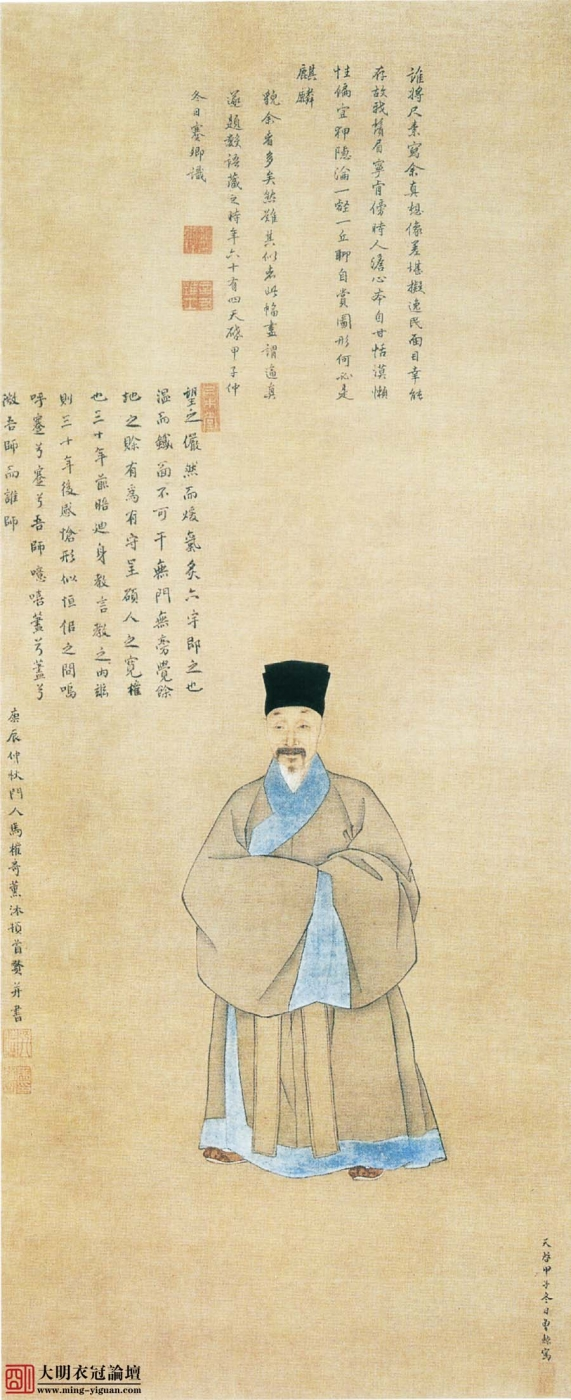
上海博物馆藏。

## 家族
曾祖趙宬，湖廣武昌府通判。祖父趙襘。父親趙世美（1542年-1622年），字叔彦，號鏡吾，庠生。母親吳氏，舉人吳思道女，先封孺人，繼贈恭人。五子：長子士谔；次子士謨，禮部儒士；次士誠，邑庠生；次趙士許，浙江按察司副使、兵备嘉湖；次士詵，按察司知事。
士谔有子趙序、趙席、趙廙、趙廉、趙庭、趙癕。